# سافيو أوليفيرا دو فايل
سافيو أوليفيرا دو فايل هو لاعب كرة قدم برازيلي في مركز الوسط، ولد في 1 نوفمبر 1984 في ريو غراندي في البرازيل. لعب مع نادي تشانغتشون ياتاي.

## وصلات خارجية
- سافيو أوليفيرا دو فايل على موقع قاعدة بيانات كرة القدم.إي يو (الإنجليزية)
- سافيو أوليفيرا دو فايل على موقع Soccerway.com (الإنجليزية)
- سافيو أوليفيرا دو فايل على موقع عالم كرة القدم.نت (الإنجليزية)